# Bergen
Bergen je město a obec (kommune) v norském kraji (fylke) Vestland a často je označován za hlavní město regionu Vestlandet.
S 291 940 obyvateli (k roku 2024) je Bergen druhým největším norským městem. Ve městě a jeho okolí žije 379 681 lidí, což je asi 30 % obyvatel Vestlandetu. Bergen se nachází na mořském pobřeží a mezi sedmi horami. Ve městském znaku, který patří mezi nejstarší v Norsku, je sedm hor stylisticky znázorněno jako základ města.
Město založil král Olaf III. Norský (syn zakladatele Osla Haralda III. Norského) v roce 1070 pod názvem Bjørgvin, což znamená „zelená louka mezi horami“. V roce 1217 se Bergen stal namísto Trondheimu hlavním městem Norska a byl jím až do roku 1299, kdy se hlavním městem Norska stalo Oslo. Bergen byl největším městem severní Evropy do 17. století a největším norským městem do 19. století. Bryggen, který je symbolem úzkých vztahů města s německou Hanzovní ligou, byl vyhlášen organizací UNESCO součástí světového dědictví.
Město je mimo jiné administrativním centrem kraje Vestland, odvolacího soudu Gulating (Gulating lagdømme) a Bjørgvinské diecéze. Městská hymna se jmenuje Udsigter fra Ulriken (pohledy z Ulrikenu). Bergen je důležitým kulturním centrem svého regionu a byl v roce 2000 poctěn titulem Evropské hlavní město kultury.

## Geografie

### Umístění
Bergen leží na Bergenském poloostrově v oblasti Midthordaland a spolu s oblastí Nordhordaland tvoří v rámci kraje Vestland region Bergen om omland. Město sousedí na pevnině s obcemi Vaksdal, Samnanger a Os a na moři s obcemi Austevoll, Sund, Fjell, Askøy, Meland, Lindås a Osterøy

### Rozloha
Rozloha města je 570,30 km², přičemž 140,73 km² tvoří moře, 20,22 km² jezera a 0,24 km² řeky. Na pevnině o rozloze 445,11 km² zabíraly k roku 2007 bažiny 7,10 km², orná půda 16,51 km², lesy 189,20 km², otevřená krajina (hory, atd.) 173,22 km², osídlení 53,23 km², průmysl 3,32 km² a zbytek (např. cesty) 2,42 km².
Krajina je hornatá s malými propojenými nížinami. Jak samotné město, tak i předměstí jsou obklopena horami či mořem.

### Sedm bergenských hor

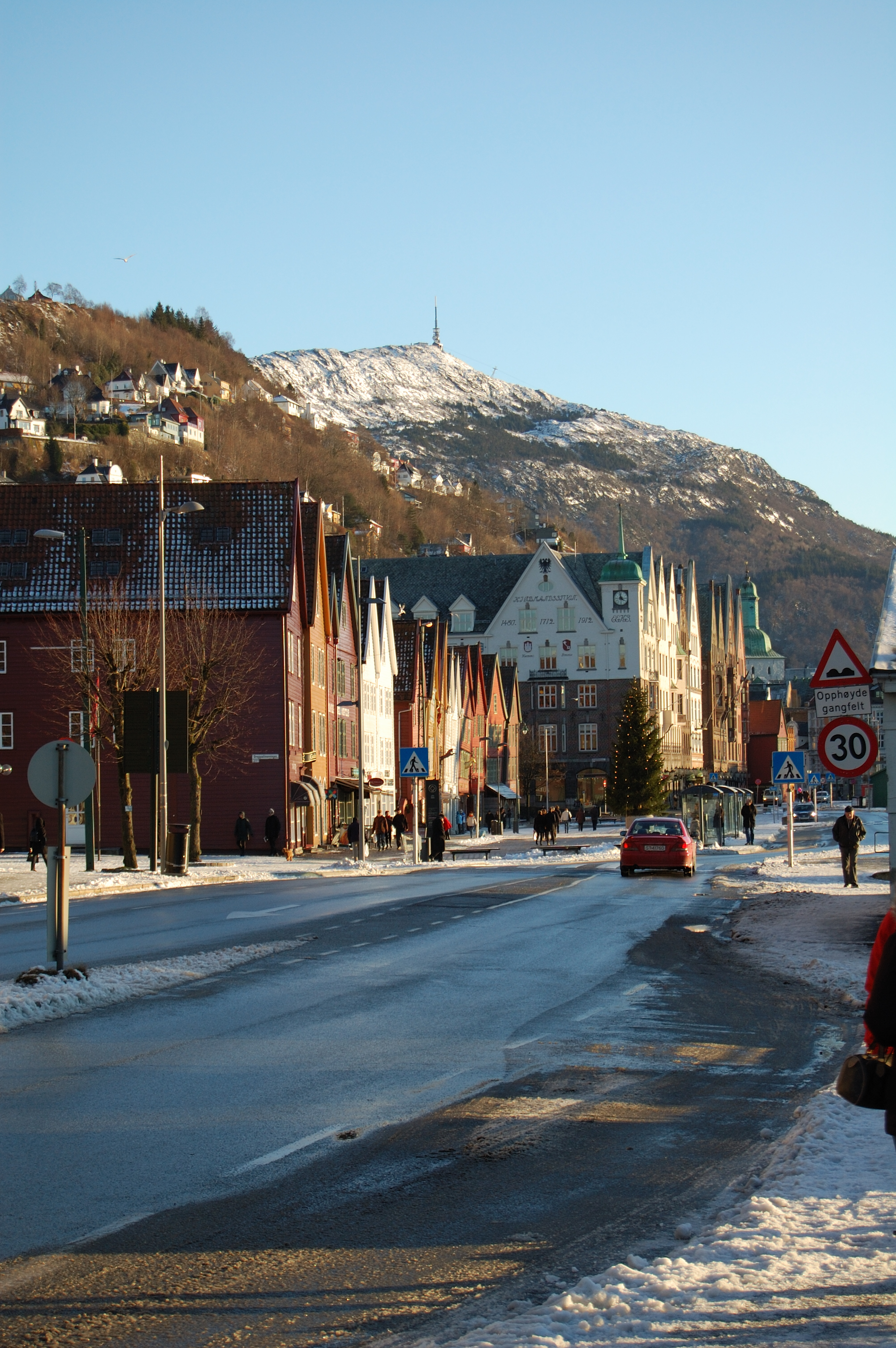
Pohled na Ulriken z centra města.

Okolo Bergenu se nachází mnoho hor, ale mezi sedm hor (De syv fjell) se řadí následující:
- Sandviksfjellet – 417 m
- Fløyfjellet – 400 m
- Rundemanen – 568 m
- Ulriken – 643 m
- Løvstakken – 477 m
- Damsgårdsfjellet – 317 m
- Lyderhorn – 396 m

Za sedm hor se někdy považuje i jiná kombinace obsahující další dvě hory: Blåmanen a Askøyfjellet.
Bergenská turistická organizace každoročně organizuje pochod „7-fjellsturen“ po všech sedmi horách a současně se koná také kratší pochod po čtyřech horách, kterými jsou Ulriken, Rundemanen, Fløyfjellet a Sandviksfjellet.

### Klima
Bergen má mírné a vlhké pobřežní klima charakteristické malými rozdíly v teplotě během roku. V období mezi léty 1991 a 2005 byla průměrná lednová teplota 2,8 °C a červencová 15,1 °C. Průměrná roční teplota 7,6 °C je druhá nejvyšší v Norsku. Díky své poloze u moře a mezi horami je pro Bergen typické deštivé počasí, kdy je za rok naměřeno průměrně 213 deštivých dní, což je jedna z nejvyšších hodnot v Evropě. Je dokonce nazýván „městem deště“. Dne 21. ledna 2007 byl zaznamenán nový městský rekord v počtu po sobě následujících deštivých dnů, kterých bylo naměřeno 84. Starý rekord z roku 1975 byl 59 dní. Průměrné roční srážky dosahují 2250 mm. Pro porovnání, průměrné srážky v Brekke, nejdeštivějším místě Norska, jsou 3575 mm.

### Rozšiřování města
Původní obec zabírala pouze oblast současného centra města. V roce 1877 byly k Bergenu připojeny části Sandviken, Møhlenpris, Nygård a Kalfaret. Årstad se v roce 1915 stal součástí Bergenu. Bergen byl od roku 1919 též samostatným krajem. Gyldenpris byl v roce 1921 oddělen od obce Laksevåg a připojen k Bergenu. V roce 1955, byl oddělením od Fany připojen k Bergenu Fyllingsdalen. V roce 1972 byl Bergen rozšířen o obce Arna, Fana, Laksevåg a Åsane. V témže roce přestal být samostatným krajem a stal se součástí kraje Hordaland. Hordaland byl zrušen 31.12.2019 a nahrazen krajem Vestland. 

### Městské části

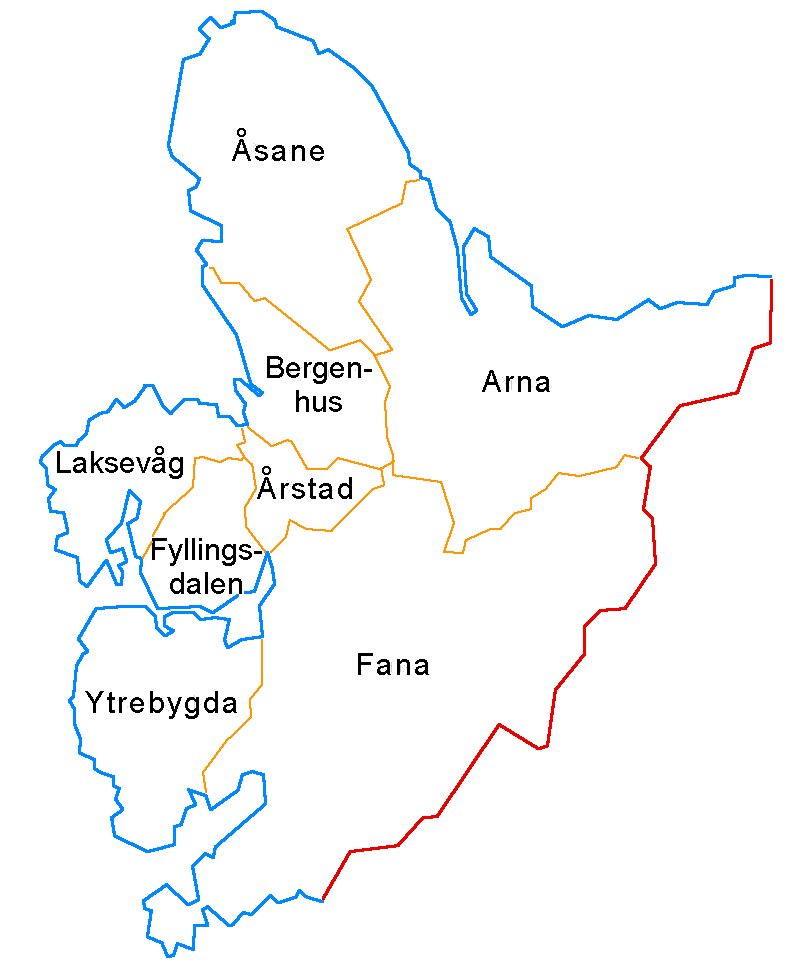
Městské části Bergenu.

Bergen je rozdělen na osm městských částí. Počet jejich obyvatel je aktuální k 1. lednu 2009.
| Městská část  | Počet obyvatel | %    | Rozloha (km²) | %    | Hustota zalidnění (obyv./km²) |
| ------------- | -------------- | ---- | ------------- | ---- | ----------------------------- |
| Arna          | 12 376         | 4,9  | 102,44        | 22,0 | 121                           |
| Bergenhus     | 37 073         | 14,7 | 26,58         | 5,7  | 1 395                         |
| Fana          | 36 951         | 14,7 | 159,70        | 34,3 | 231                           |
| Fyllingsdalen | 28 288         | 11,2 | 18,84         | 4,0  | 1 501                         |
| Laksevåg      | 37 290         | 14,8 | 32,72         | 7,0  | 1 140                         |
| Ytrebygda     | 24 760         | 9,8  | 39,61         | 8,5  | 625                           |
| Årstad        | 36 175         | 14,4 | 14,78         | 3,2  | 2 448                         |
| Åsane         | 38 802         | 15,4 | 71,01         | 15,2 | 546                           |
| Nezařazeno    | 336            |      |               |      |                               |
| Celkem        | 252 051        | 100  | 465,68        | 100  | 541                           |

Do rozlohy Bergenhusu jsou zahrnuty neobydlené oblasti okolo hor Sandviksfjellet a Fløyfjellet a jezera Svartediket, která nejsou administrativně zařazena mezi městské části. Podobně je pod Årstad zahrnuta neobydlená oblast hor Ulriken a Løvstakken. Rozloha těchto dvou městských obvodů je 8,77 km².

### Sídelní oblasti
Dle Norského statistického úřadu se na území Bergenu nachází devět sídelních oblastí (tettsted). Počet obyvatel je aktuální k 1. lednu 2009.

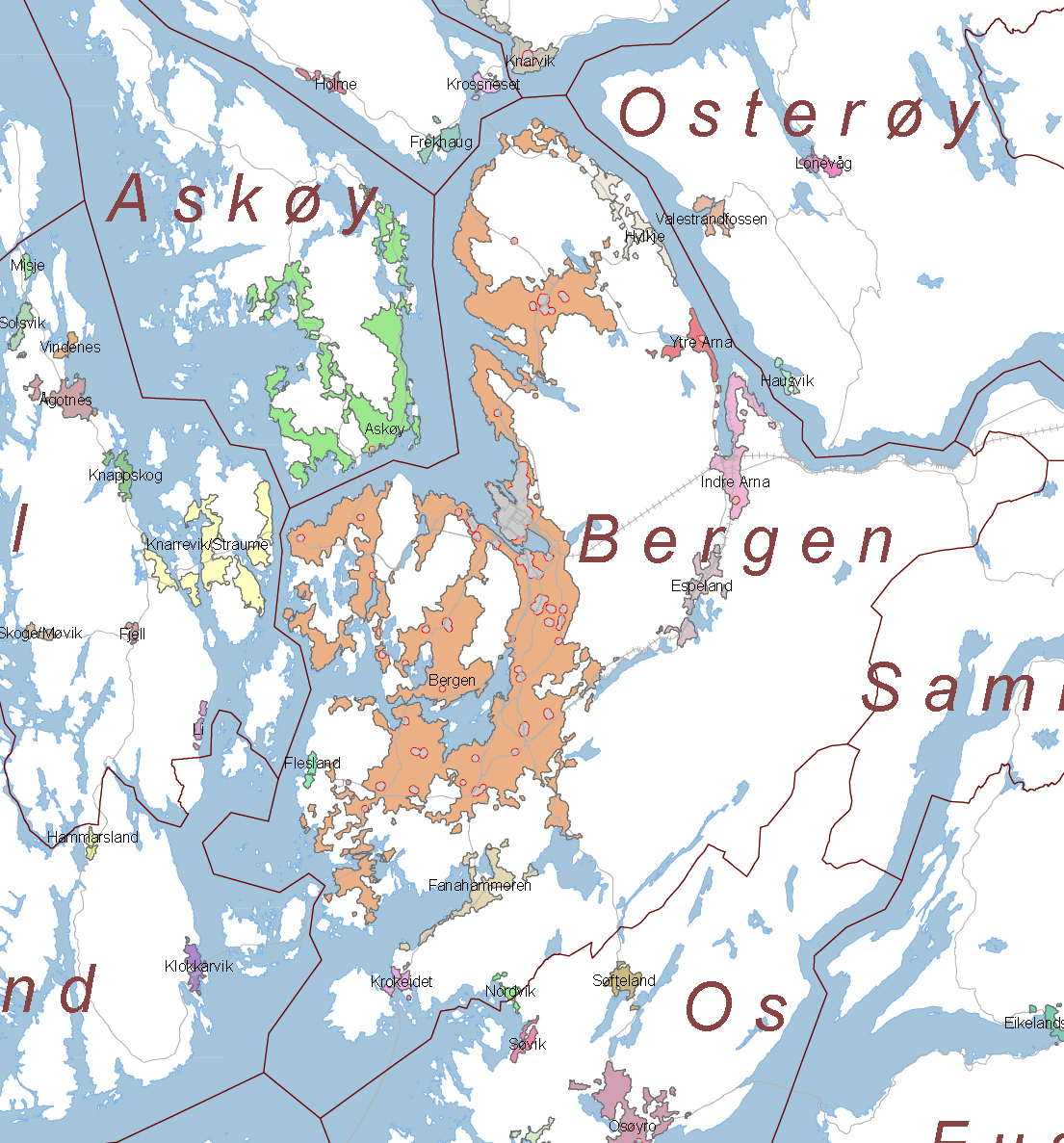
Bergen: Sídelní oblasti (dle Norského statistického úřadu)

- Tettstedet Bergen – 227 752. Nachází se ve všech městských částech s výjimoku Arny.
- Indre Arna – 6 296. Leží v městské části Arna.
- Fanahammeren – 3 613. Leží v městské části Fana.
- Ytre Arna – 2 522. Leží v městské části Arna.
- Hylkje – 2 195. Leží v městské části Åsane.
- Espeland – 2 049. Leží v městské části Arna.
- Nordvik – 431. Leží v městské části Fana (386) a obci Os (45).
- Krokeide – 337. Leží v městské části Fana.
- Flesland – 335 Leží v městské části Ytrebygda.

Největší sídla za hranicemi obce – počet obyvatel sídla je aktuální k 1. lednu 2009:
- Obec Askøy: Askøy (sídlo) – 18 326.
- Obec Fjell: Straume – 9 409, Ågotnes – 1 444, Knappskog – 1 109.
- Obec Os: Osøyro – 8 772, Hagavik – 1 731, Søfteland – 1 316.
- Obec Lindås: Knarvik – 4 849, Lindås (sídlo) – 1 131.
- Obec Meland: Frekhaug – 1 688.
- Obec Vaksdal: Dale – 1 118.
- Obec Austevoll: Storebø – 1 054.
- Obec Osterøy: Valestrandfossen – 1 031.
- Obec Samnanger: Haga – 1 017.

### Demografie
Bergen měl k 1. lednu 2009 252 051 obyvatel, což je nárůst o 10 % v porovnání se situací před deseti lety. Polovinu nárůstu lze přičíst porodnosti, zbytek přistěhovavším se obyvatelům. Ve stejné době však ještě rychleji rostl počet obyvatel v obcích okolo Bergenu. Pro srovnání byl v Norsku průměrný populační přírůstek za dané období 8,0%, ale v regionu okolo Bergenu 9,6%.
V roce 2008 byla hustota zalidnění 556 obyv. na km² a 96 % obyvatel bydlelo v některém z devíti sídel. Podíl pracujících a nezaměstnaných byl s hodnotami 72 % a 1,7 % totožný s celostátním průměrem. Podíl obyvatel s vyšším vzděláním byl v Bergenu 31,6 % v porovnání s 24,8 % v celém Norsku. Bergen měl rovněž jeden z nejvyšších podílů zaměstnanců v soukromém sektoru a ve službách a také jeden z nejvyšších průměrných příjmů na osobu v porovnání s celostátním průměrem.
| Rok   | Počet obyvatel |
| ----- | -------------- |
| 1769  | 18 827         |
| 1801  | 24 136         |
| 1855  | 37 015         |
| 1900  | 94 485         |
| 1950  | 162 381        |
| 2001  | 232 989        |
| 2009  | 252 051        |
| 2020* | 290 407        |
| 2030* | 320 555        |

* Odhad SSB

## Dějiny
Bergen byl údajně založen, jako město, Olafem III. Norským kolem 1070 n. l. Na konci 13. století patřil mezi čtyři nejdůležitější pobočky Hanzy. Význam Bergenu byl v jeho podílu na obchodu se sušenými treskami, které sem byly dováženy ze severněji ležících končin Norska. Obchodovalo se takto již od přelomu 11. a 12. století. Němečtí hanzovní kupci žili ve svých oddělených čtvrtích města, a těšili se výhradnímu právu obchodovat s rybáři ze severu, kteří sem každé léto přijížděli prodat své úlovky. Připomínkou toho je bergenské nábřeží Bryggen, jež je dnes na seznamu Světového dědictví UNESCO.
Roku 1348 byl Bergen zasažen morem, patrně sem byl zavlečen anglickými loděmi. Roku 1429 odnož vitaliánů (Vitalienbrüder) zaútočila na Bergen s několika loděmi, vydrancovala a zapálila město, které lehlo popelem. Roku 1536 přiměl král německé kupce stát se Nory nebo odejít zpět do svých zemí. To bylo také předznamenáním úpadku německého vlivu.
Po celé 15. a 16. století zůstal Bergen největším nordickým městem, do roku 1850 zůstal také největším městem Norska. Svůj postavení v obchodě se severním Norskem si udržel až do roku 1789.

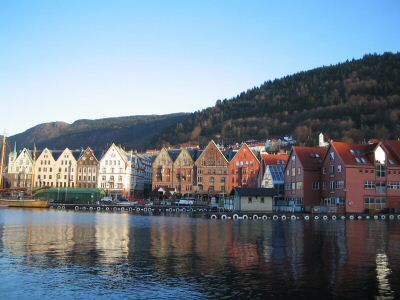
Cihlové domy postavené roku 1901, po požáru v Bryggen

Roku 1916 část centra města lehla popelem. A roku 1944, během německé okupace, německá loď, kotvící u pevností Bergenhus, naplněná výbušninami explodovala. Zničila tak nejen historické budovy, ale zabila i mnoho lidí.
Roku 1972 byl Bergen sloučen se sousedními městy, které se tak staly bergenskými městskými obvody. Toho roku Bergen zanikl jako samostatný kraj.

## Městské panoráma
Město leží mezi „sedmi horami“.
Nejstarší část města je na severní straně zálivu Vågen. Tam se nachází Bryggen, staré dřevěné domy z počátku 18. století, ale vyvolávající pocit středověku.
Kostel Panny Marie (Mariakirken) je nejstarším kostelem v Bergenu, pochází z let kolem roku 1130. Dva jiné kostely, Katedrála a Korskirken jsou také středověkého původu, ale později byli přestavěny. Pevnost Bergenhus má také mnoho zajímavých staveb, za zmínku stojí Haakonshallen, královské sídlo ze 13. století a Rosenkrantzská věž (Rosenkrantztårnet), postavená kolem středověkého opevnění v 16. století.
Na rybím trhu nakupují místní přímo od rybářů. Poněkud dále, kolem hlavního náměstí Torgalmenningen, se nachází nákupní oblast, znovu postavená po požáru roku 1916, je v secesním a funkcionalistickém slohu. Několik starých čtvrtí s bílými dřevěnými domy obklopují střed města, za zmínku stojí Nordnes, Marken a Sandviken
Návštěvníci by neměli vynechat jízdu pozemní dráhou na horu Fløyen, kde z 320 metrů nad mořem je výhled na město s jeho sedmi horami.

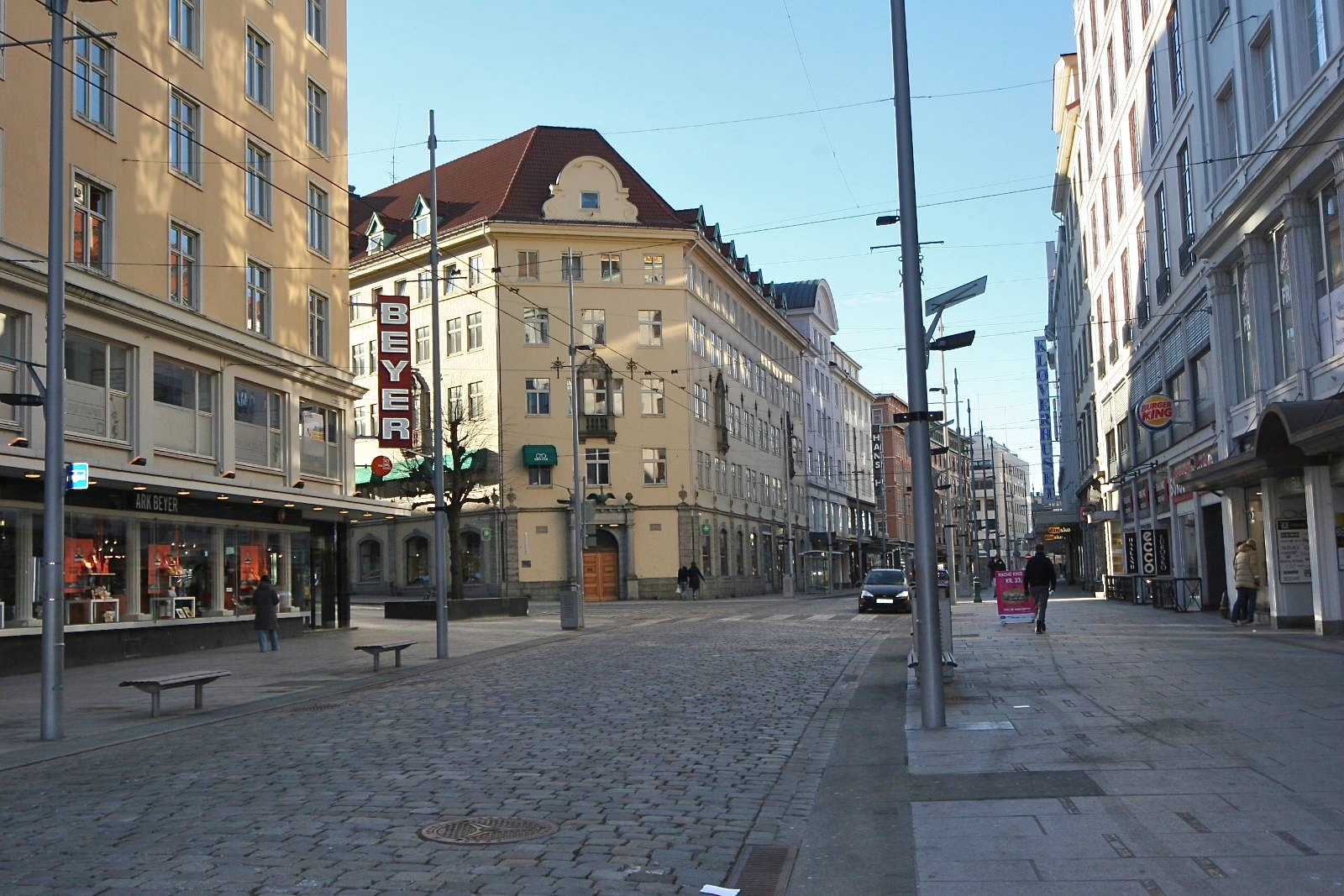
Nákupní třída Strandgaten

Vestlandske Kunstindustrimuseum, Nordahl Bruns gate, Bergen

Oblíbeným místem návštěv je akvárium s tuleni, tučňáky a místními druhy ryb.

## Správa

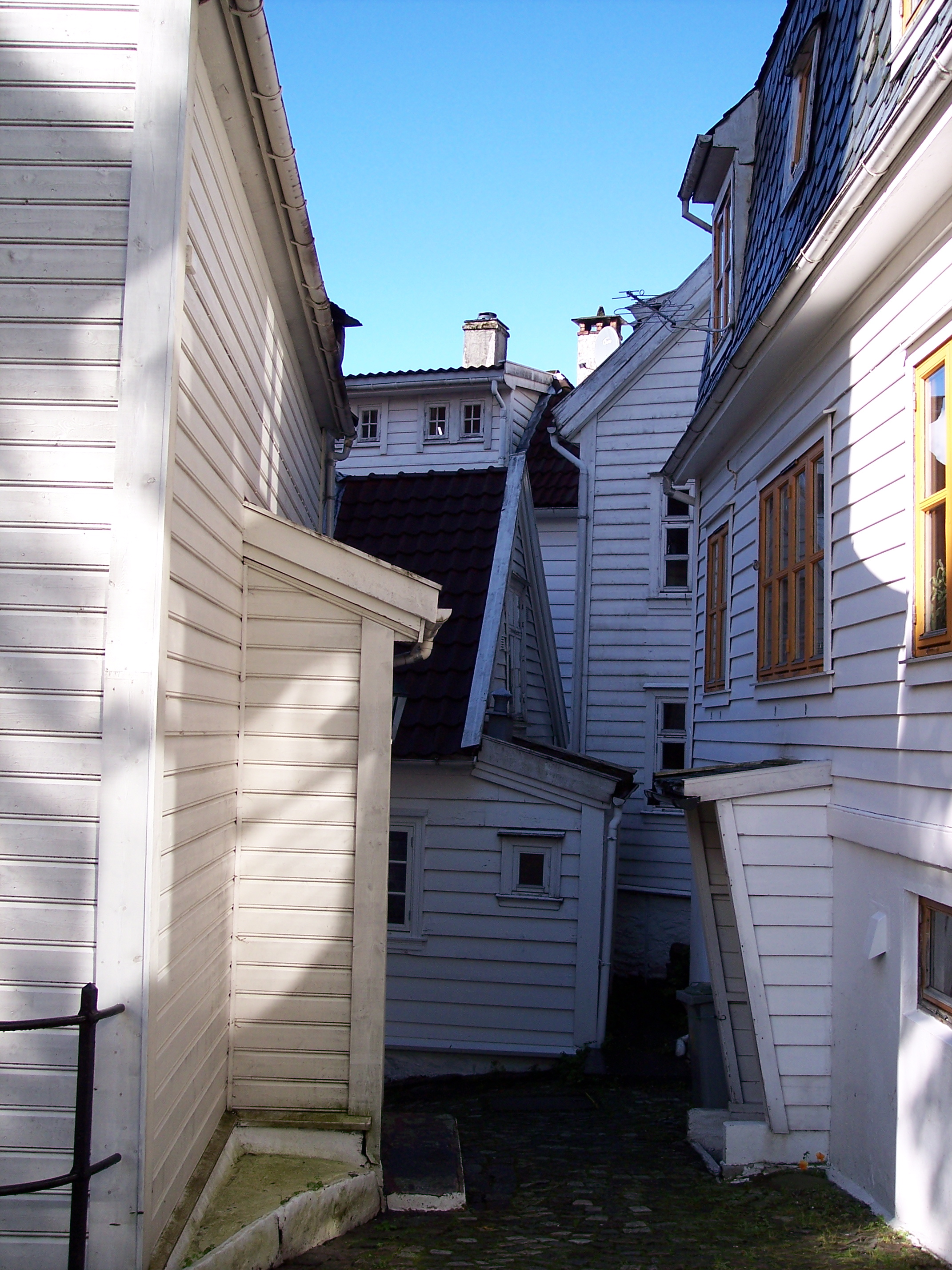
Bílé dřevěné domy v Bergenu

Od roku 2000 je město spravováno správní radou (byråd), která je založena na zásadách parlamentarismu. Správní rada sestává z pěti členů – komisařů, které jmenuje městská rada. Městská rada je nejvyšším orgánem města.

## Universita
Bergen je universitním městem. Univerzita v Bergenu se se svými cca 15 tisíci studenty řadí mezi středně velké evropské university. Má 6 fakult, na kterých se studuje:
- Humanitní vědy
- Právo
- Matematika a přírodní vědy
- Medicína a zubařství
- Psychologie
- Sociální vědy

Na universitě je mnoho cizinců, angličtina je velmi běžným komunikačním a vyučovacím jazykem. Universita velmi podporuje studijní pobyty studentů z celého světa a přijímá mnoho PhD. studentů ze zahraničí.
Nad studenty universit v Bergenu bdí studentská organizace  zajišťující silné sociální, zdravotní, psychologické a rekreační zázemí.

## Podnebí

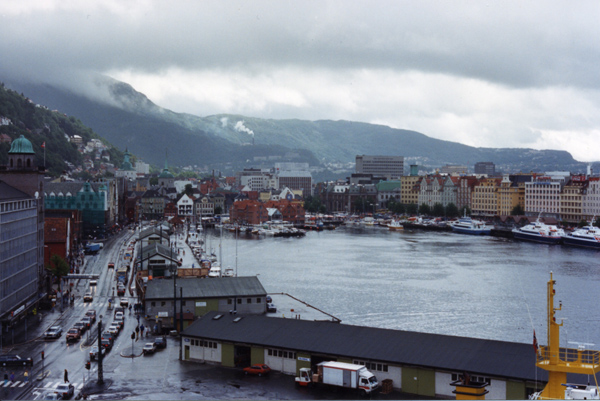
Typický letní den v Bergenu

Bergen je proslulý svými dešti, které dosahují ročního úhrnu kolem 2250 mm (88 in). V některých letech byly ve městě dokonce „deštníkomaty“, ale neujaly se.

## Známé osobnosti Bergenu
- Johan Christian Dahl (1788–1857), norský malíř
- Gerhard Armauer Hansen (1841–1912), norský lékař a zoolog
- Edvard Grieg (1843–1907), norský hudební skladatel
- Christian Michelsen (1857–1925), norský politik
- Gabriel Finne (1866–1899), norský spisovatel
- Ivar Giaever (* 1929), norský fyzik, nositel Nobelovy ceny za fyziku
- Liv Grete Skjelbreidová Poiréeová (* 1974), norská biatlonistka
- Kurt Nilsen (* 1978), norský zpěvák
- Christine Guldbrandsen (* 1985), norská zpěvačka
- Håvard Holmefjord Lorentzen (* 1992), norský rychlobruslař
- Alan Walker (* 1997), britsko-norský DJ a hudební producent

## Partnerská města
- Göteborg, Švédsko
- Turku, Finsko
- Aarhus, Dánsko
- Newcastle upon Tyne, Velká Británie
- Seattle, Washington, USA
- Asmara, Eritrea
- Soluň, Řecko
- Kópavogur, Island
- Melbourne, Austrálie
- Málaga, Španělsko
- Le Havre, Francie